# Předsmluvní formulář

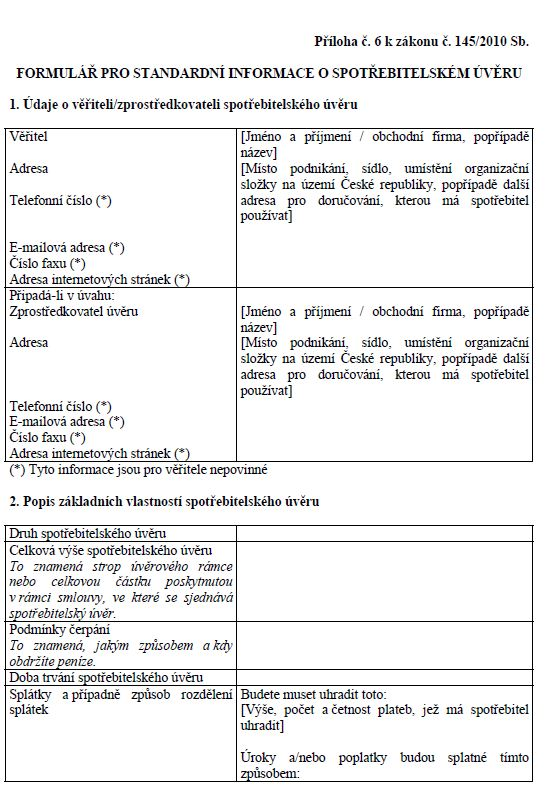

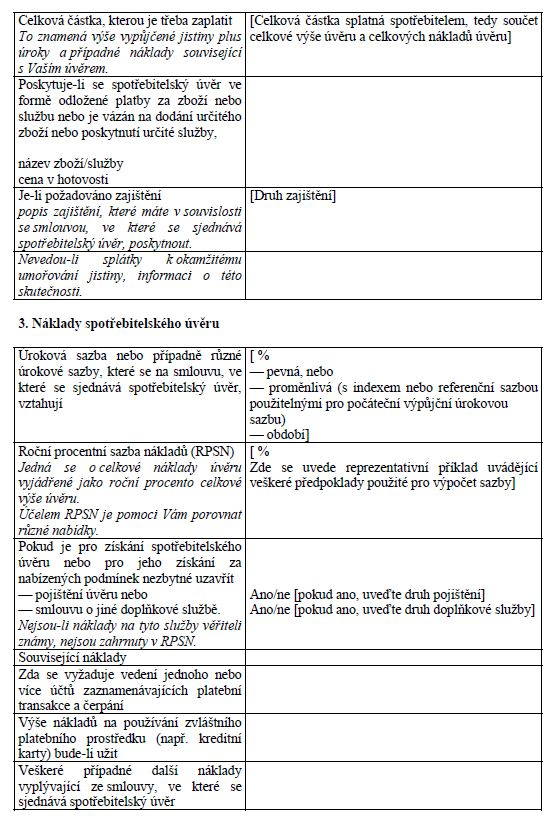

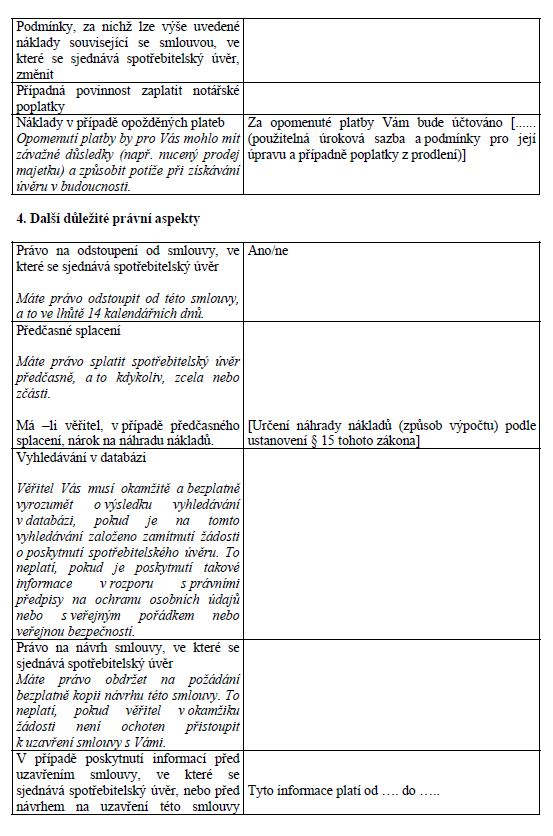

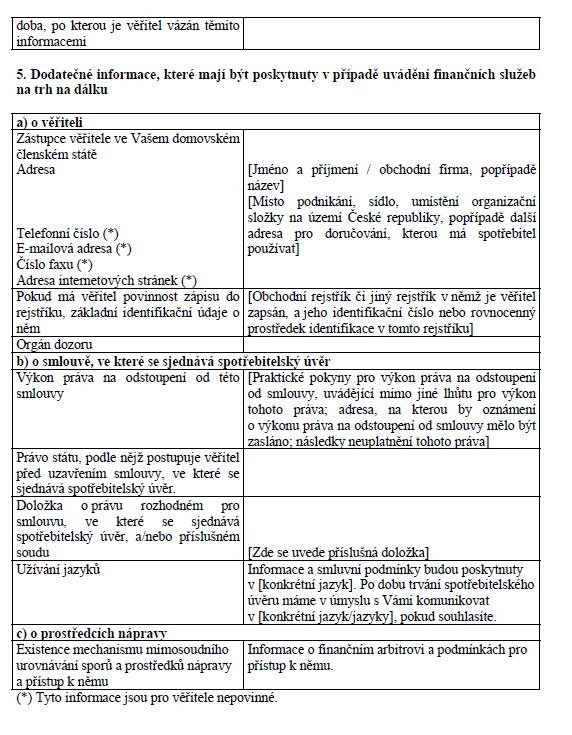

Formulář pro standardní informace o spotřebitelském úvěru nebo také „předsmluvní formulář“ je oficiální dokument, který musí dostat každý zájemce o úvěr od věřitele ještě před podpisem úvěrové smlouvy. V případě sjednání úvěru na pobočce nebo v obchodě dostává klient formulář přímo na místě, sjednává-li úvěr na dálku (online úvěr, úvěr přes telefon), získává jej buď poštou, nebo e-mailem.
Tento formulář poskytuje klientovi potřebné informace o parametrech úvěru, podmínkách sjednání, případných sankcích apod. Díky tomu může klient jednotlivé nabídky úvěrů porovnávat. Formulář se vztahuje na všechny spotřebitelské úvěry podle zákona č. 145/2010 Sb. Ten vznikl jako reakce na rychlý rozvoj spotřebitelských úvěrů převážně od nebankovních úvěrových společností. Základním kritériem těchto úvěrů je jejich výše, a to v rozsahu 5 000 – 1 880 000 Kč.

## Zákonná úprava
Předsmluvní formulář předávají věřitelé podle zákona č. 145/2010, který byl v ČR přijat 21. dubna 2010 a nabyl účinnosti 1. 1. 2011. Tento zákon je transpozicí směrnice Evropského parlamentu a Rady 2008/48/ES z 23. 4. 2008 o smlouvách o spotřebitelském úvěru. Směrnice si klade za cíl sjednotit spotřebitelský trh v rámci Evropské unie, a tím posílit důvěru a právní jistoty spotřebitelů a poskytovatelů spotřebitelských úvěrů. Nový zákon o spotřebitelském úvěru nahradil zákon č. 321/2001 Sb. o některých podmínkách spotřebitelského úvěru, který byl již zastaralý a neodpovídal současnému vývoji na spotřebitelském trhu.
Zákon přijala Poslanecká sněmovna 10. 3. 2010; ze 110 přítomných poslanců hlasovalo 106 pro. Senát o návrhu hlasoval 21. 4. 2010 a z 67 přítomných senátorů se vyslovilo 55 pro.

## Obsah formuláře
Předsmluvní formulář obsahuje základní informace o spotřebitelském úvěru, na jejichž základě může zájemce jednotlivé úvěry porovnávat.
Formulář je rozdělen do pěti základních částí:
- Údaje o věřiteli
- Základní vlastnosti úvěru
- Náklady úvěru
- Právní aspekty
- Dodatečné informace

Základní struktura je závazná pro všechny věřitele, jednotlivé položky musí být ve stejném pořadí, a musí obsahovat přesné informace ke konkrétnímu úvěru. Vzor formuláře je uvedený v příloze zákona č. 6.

### Údaje o věřiteli
V první části formuláře jsou uvedeny kontaktní informace o věřiteli, jeho název, adresa a další kontaktní údaje. Pokud úvěr s klientem uzavírá zprostředkovatel, jsou uvedeny i jeho kontaktní údaje. Je-li věřitel zapsaný v obchodním rejstříku, uvádí se jeho identifikační číslo osoby až v části Dodatečné informace.

### Základní vlastnosti úvěru
V této části najde spotřebitel všechny zásadní finanční informace o úvěru. Typ úvěru klasifikuje, o jaký druh produktu je. Mezi nejčastěji uváděné typy patří revolvingový, kreditní karta nebo hotovostní úvěr. Je zde uvedený i počet splátek a jejich výška.
Celková výše spotřebitelského úvěru neboli jistina je suma, kterou si věřitel půjčuje. Tuto sumu mu věřitelská společnost vyplatí.
Celková částka, kterou je třeba splatit, je součet všech splátek v průběhu trvání úvěru a dalších poplatků, které se s ním vážou. Na základě tohoto kritéria může spotřebitel porovnávat cenu různých úvěrů (při stejné jistině a délce trvání), a také sumu, kterou spotřebitel přeplatí. Tu zjistí, když od celkové splatné částky odečte jistinu.

### Náklady spotřebitelského úvěru
Klient se zde dozví o úrokové sazbě a roční procentní sazbě nákladů (RPSN) nabízeného úvěru, což jsou další podstatná kritéria pro srovnání jednotlivých nabídek úvěrů. Čím nižší RPSN je, tím výhodnější/levnější je úvěr pro zákazníka. Průměrné sazby bankovních úvěrů pravidelně aktualizuje ČNB.

### Právní aspekty
Věřitel zde popisuje podmínky, za nichž klient může odstoupit od smlouvy a jakým způsobem může předčasně splatit svůj úvěr. Podle zákona o spotřebitelském úvěru si věřitel nesmí účtovat jako poplatek více než 1 % z předčasně splacené části úvěru. Pokud do celkového doplacení zbývá méně než rok, je maximální hodnota poplatku za předčasné splacení 0,5 %. Zákonná lhůta pro odstoupení od úvěrové smlouvy je minimálně 14 dnů od uzavření smlouvy.

### Dodatečné informace
Tato sekce informuje o dozorčím orgánu nad věřitelem (nejčastěji Česká obchodní inspekce nebo Česká národní banka). U těchto institucí si může klient na podmínky úvěru a jeho parametry stěžovat. V této části je uvedeno, jakým způsobem se budou řešit případné spory mezi spotřebitelem a věřitelem.